# Iñurritza
Iñurritza este o arie protejată (arie specială de conservare — SAC, sit de importanță comunitară — SCI) din Spania întinsă pe o suprafață de 81,28 ha, integral pe uscat.

## Localizare
Centrul sitului Iñurritza este situat la coordonatele 43°17′21″N 2°09′21″W / 43.2892°N 2.1559°V.

## Înființare
Situl Iñurritza a fost declarat sit de importanță comunitară în decembrie 1997 pentru a proteja 44 de specii de animale. Situl a fost protejat și ca arie specială de conservare în octombrie 2012.

## Biodiversitate
Situată în ecoregiunile atlantică și marină Atlantică, aria protejată conține 13 habitate naturale: Dune mobile cu vegetație embrionară, Salicornia și alte specii anuale care populează regiunile mlăștinoase și nisipoase, Faleze cu vegetație de pe coastele atlantice și baltice, Vegetație anuală la limita mareei, Dune de coastă fixe cu vegetație erbacee („dune gri”), Pajiști uscate europene, Pășuni atlantice udate de apa mării (Glauco-Puccinellietalia maritimae), Estuare, Dune mobile de-a lungul țărmului cu Ammophila arenaria („dune albe”), Bancuri de nisip acoperite în permanență slab de apă marină, Pajiști uscate atlantice de coastă cu Erica vagans, Pajiștile Spartina (Spartinion maritimae), Tufărișuri halofile mediteraneene și termo-atlantice (Sarcocornetea fruticosi).
La baza desemnării sitului se află mai multe specii protejate:
- păsări (42): pitulice de apă (Acrocephalus paludicola), fluierar de munte (Actitis hypoleucos), pescăruș albastru (Alcedo atthis), stârc cenușiu (Ardea cinerea), stârc roșu (Ardea purpurea), pietruș (Arenaria interpres), Calidris alba, fugaci de țărm (Calidris alpina), prundăraș de sărătură (Charadrius alexandrinus),  prundaș gulerat mic (Charadrius dubius), prundaș gulerat mare (Charadrius hiaticula), gușă vânătă (Cyanecula svecica), egretă mică (Egretta garzetta), lișiță (Fulica atra), becațină comună (Gallinago gallinago), piciorong (Himantopus himantopus), capîntortură (Jynx torquilla), sfrâncioc roșiatic (Lanius collurio), pescăruș negricios (Larus fuscus), pescăruș-cu-cap-negru (Larus melanocephalus), Larus michahellis, pescăruș râzător (Larus ridibundus), sitar de mal nordic (Limosa lapponica), gaia roșie (Milvus milvus), muscar sur (Muscicapa striata), culic mare (Numenius arquata), Numenius phaeopus, stârc de noapte (Nycticorax nycticorax), Phalacrocorax aristotelis, cormoran mare (Phalacrocorax carbo), ploier auriu (Pluvialis apricaria), ploier argintiu (Pluvialis squatarola), cristei de baltă (Rallus aquaticus), ciocântors (Recurvirostra avosetta), pițigoi-pungar (Remiz pendulinus), lăstun de mal (Riparia riparia), turturică (Streptopelia turtur), silvie de tufiș (Sylvia undata), corcodel mic (Tachybaptus ruficollis), fluierar de mlaștină (Tringa glareola), fluierarul cu picioare roșii (Tringa totanus), nagâț (Vanellus vanellus)
- mamifere (1): liliacul mic cu potcoavă (Rhinolophus hipposideros)
- nevertebrate (1): fluturele auriu (Euphydryas aurinia)

Pe lângă speciile protejate, pe teritoriul sitului au mai fost identificate 12 specii de plante, 11 specii de păsări, 3 specii de reptile.